# Reprezentacja Finlandii na Mistrzostwach Europy w Wioślarstwie 2010
Reprezentacja Finlandii na Mistrzostwach Europy w Wioślarstwie 2010 liczyła 6 sportowców. Najlepszym wynikiem było 9. miejsce w jedynce mężczyzn.

## Medale

### Złote medale
Brak

### Srebrne medale
Brak

### Brązowe medale
Brak

## Wyniki

### Konkurencje mężczyzn
- jedynka mężczyzn (M1x): Juho Karppinen – 9. miejsce
- dwójka podwójna wagi lekkiej (LM2x): Joonas Petäjäniemi, Juho-Pekka Petäjäniemi – 19. miejsce

### Konkurencje kobiet
- jedynka (W1x): Ulla Varvio – 12. miejsce
- dwójka podwójna (W2x): Minna Nieminen, Sanna Stén – 10. miejsce